# Matias Spescha
Matias Spescha (* 17. Juli 1925 in Trun GR; † 28. Juni 2008 in Zürich) war ein Schweizer Maler, Bildhauer und Grafiker.

## Leben und Werk

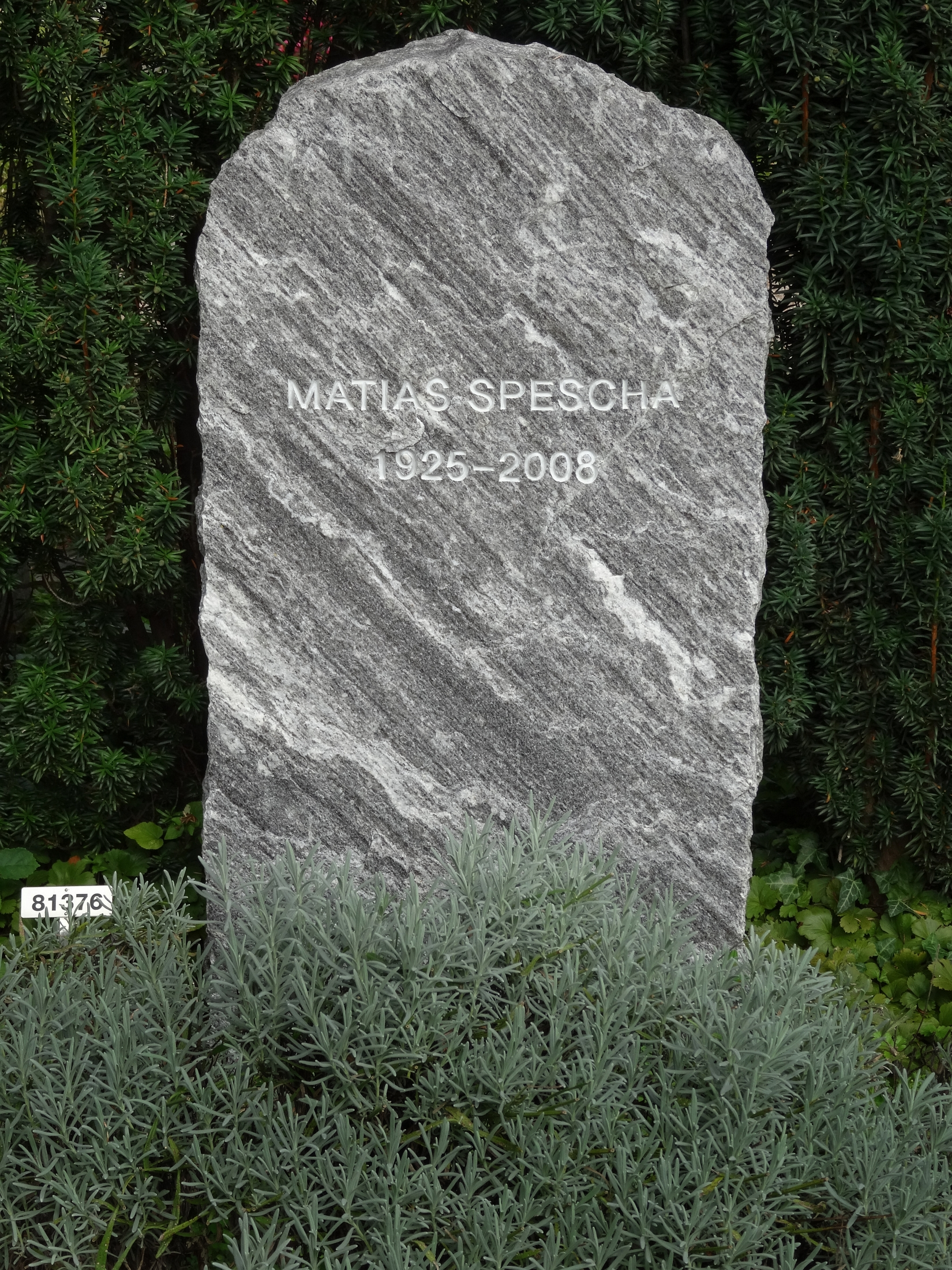
Grab, Friedhof Enzenbühl, Zürich

Matias Spescha absolvierte von 1941 bis 1944 in der Tuchfabrik Trun eine Schneiderlehre und arbeitete dort bis 1951. Ab 1951 arbeitete er als Plakatmaler für das Kino Corso in Zürich. Dort begann er auf Betreiben seines Förderers Alois Carigiet postkubistische Landschaften, Stillleben und Figurenbilder zu malen und sich mit der Klassischen Moderne auseinanderzusetzen. 
1954 ging Spescha nach Paris, wo er für vier Monate Schüler von Henri Bernard Goetz an der Académie de la Grande Chaumière wurde und bis 1958 studierte. 1958 übersiedelte er nach Bages in Südfrankreich.
In den frühen 1960er-Jahren arbeitete Spescha intensiv mit abstrakten Formen im Stile des Informel und des Abstrakten Expressionismus. Ab 1970 arbeitete er an Skulpturen und realisierte Wand- und Raumgestaltungen. Ab Mitte der 1970er-Jahre entstanden in Graubünden zahlreiche Werke im öffentlichen Raum oder als Kunst am Bau. Eine formale Nähe zur amerikanischen Minimal Art prägte Speschas Werke seit den 1970er-Jahren bis zu seinem Tod. Speschas Radierungen druckte von 2000 bis 2008 Peter Stiefel.
Seine letzte Ruhestätte fand Spescha auf dem Friedhof Enzenbühl in Zürich. Er war der Bruder des Autors Hendri Spescha.

## Auszeichnungen
- 1957: Stipendium der Stadt Zürich
- 1986: Preis der Stiftung für graphische Kunst
- 1993: Kulturpreis des Kantons Graubünden
- 1999: Kunstpreis des Kantons Zürich

## Ausstellungen
- 1983: Museum zu Allerheiligen, Schaffhausen
- 1987: Biennale de São Paulo
- 1988: Kunstmuseum St. Gallen
- 1989: Centre Culturel Suisse, Paris
- 1990: Kunstmuseum Winterthur, Winterthur
- 1993: Bündner Kunstmuseum, Chur
- 2000: Aargauer Kunsthaus, Aarau
- 2003: Museum Chasa Jaura, Valchava
- 2005: Bündner Kunstmuseum, „Per ils Otgonta“ (Zum achtzigsten Geburtstag), Chur
- 2009: Museum Liner, Appenzell
- 2009: Musée d’Art du Valais, Sion
- 2010: Museum der Moderne Salzburg
- 2011: Bündner Kunstmuseum, Chur
- 2013: Carré d’Art, „Moving Norman Foster On Art“, Nîmes

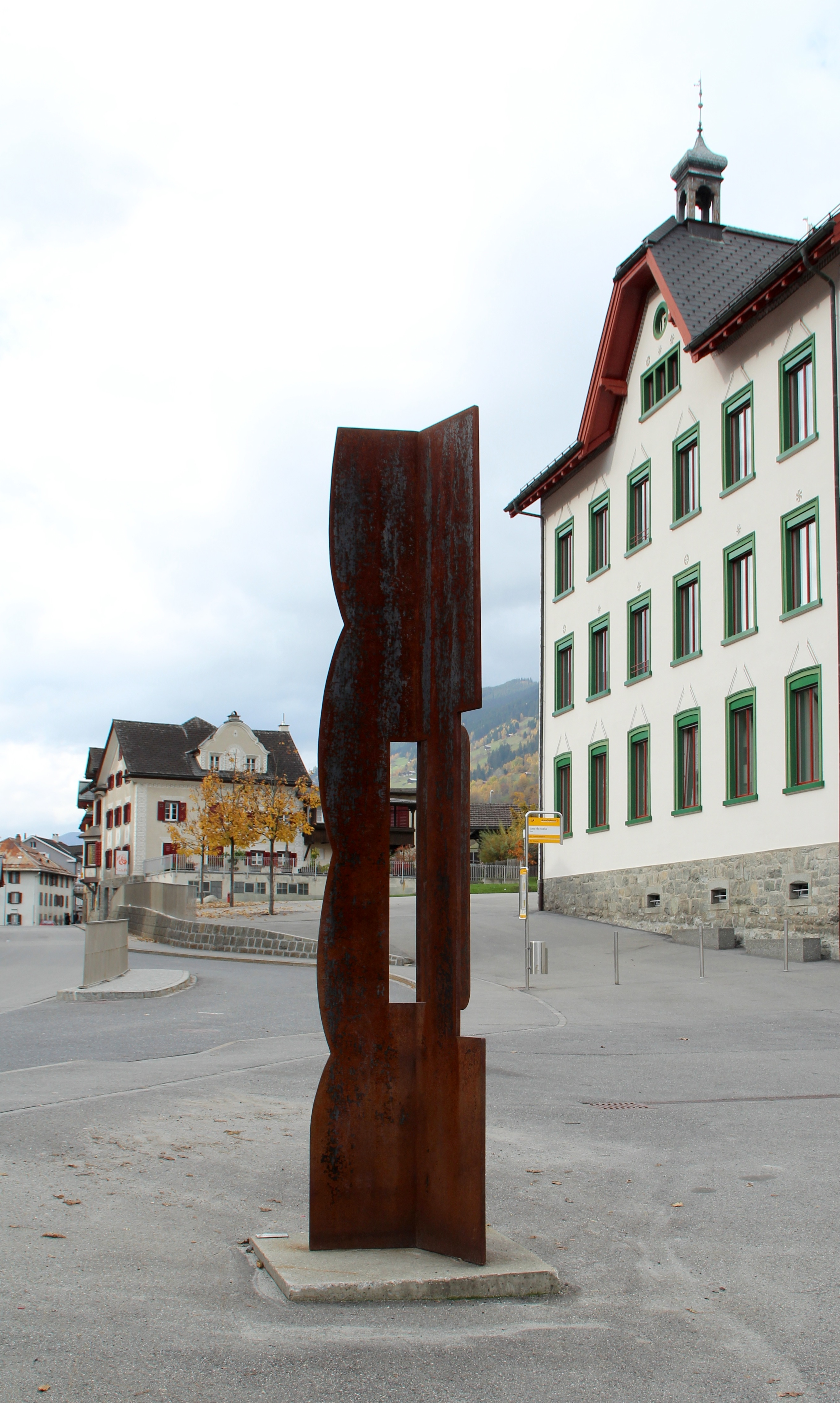
Eisenplastik in Trun

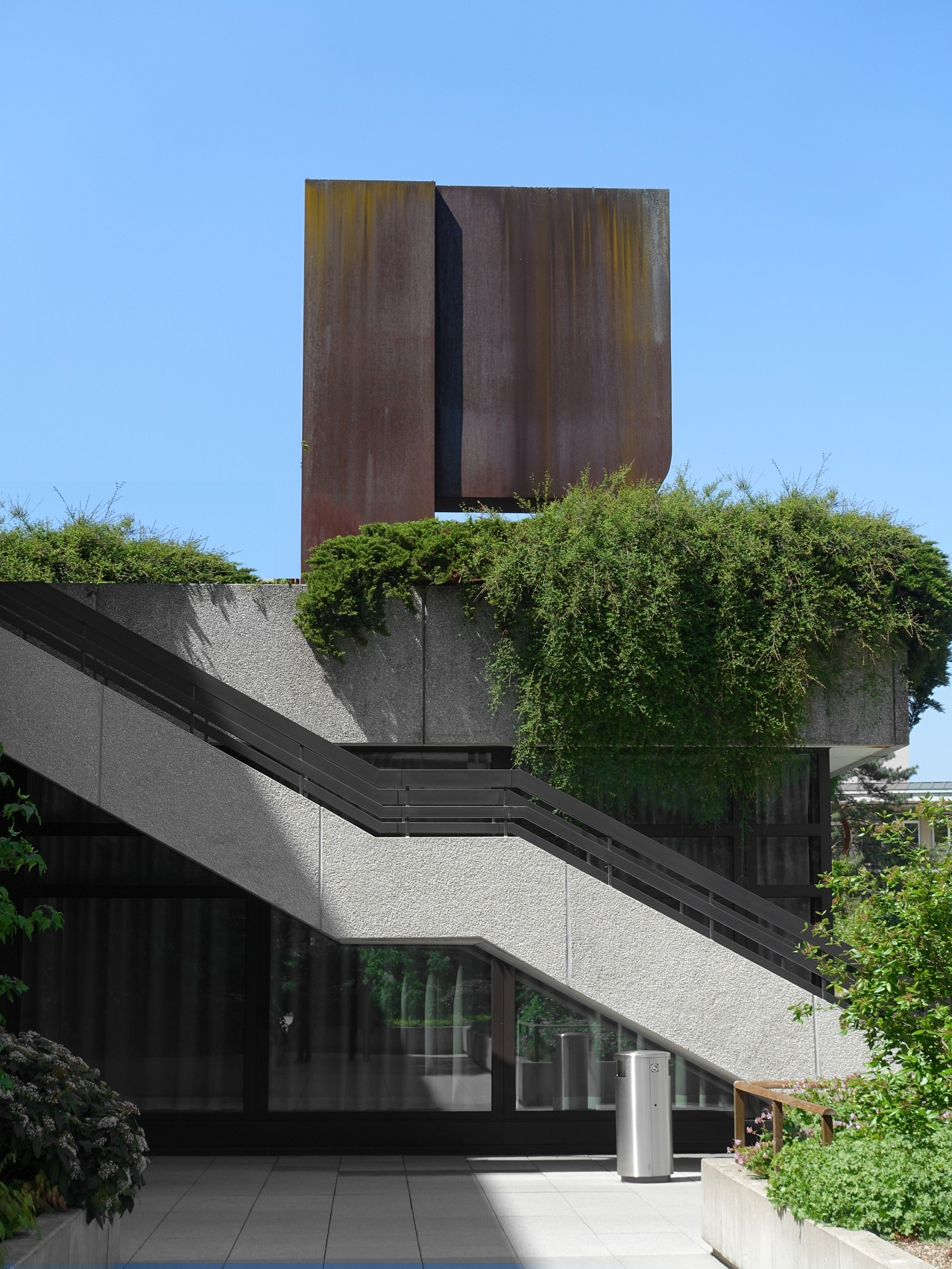
1979, ohne Titel. Universitätsspital Basel

## Plastiken im öffentlichen Raum
- 1972: Eisenblechplastik, Bündner Kunstmuseum, Chur
- 1979: 3 Grossplastiken, Neubau Kantonsspital, Basel
- 1981: Granitplastik zweiteilig, Graubündner Kantonalbank, Chur
- 1986: Steinplastik vor dem Rathaus, Ilanz
- 1992: Eisenplastik, L.A.C. Lieu d’Art Contemporain, Sigean
- 1993: Permanente Installation: Bild (Acryl auf Jute), Marmorplastik, Foyer des Grossratssaals, Chur
- 1996: Eisenplastik Spital Lindberg, Winterthur
- 1999: Eisenplastik auf dem Platz des Théâtre Scène Nationale de Narbonne, Narbonne
- 2000: Eisenplastik Rondo-Platz, Pontresina
- 2003: Eisenplastik vor dem Gemeindehaus, Trun GR
- 2003: Eisenplastik Stadthausplatz, Sérignan
- 2008: Eisenplastik „Eingefangener Luftkubus“, Skulpturschweiz' 08 Enetbürgen-Luzern
- 2013: Begehbare Betonplastik OGNA in Trun GR

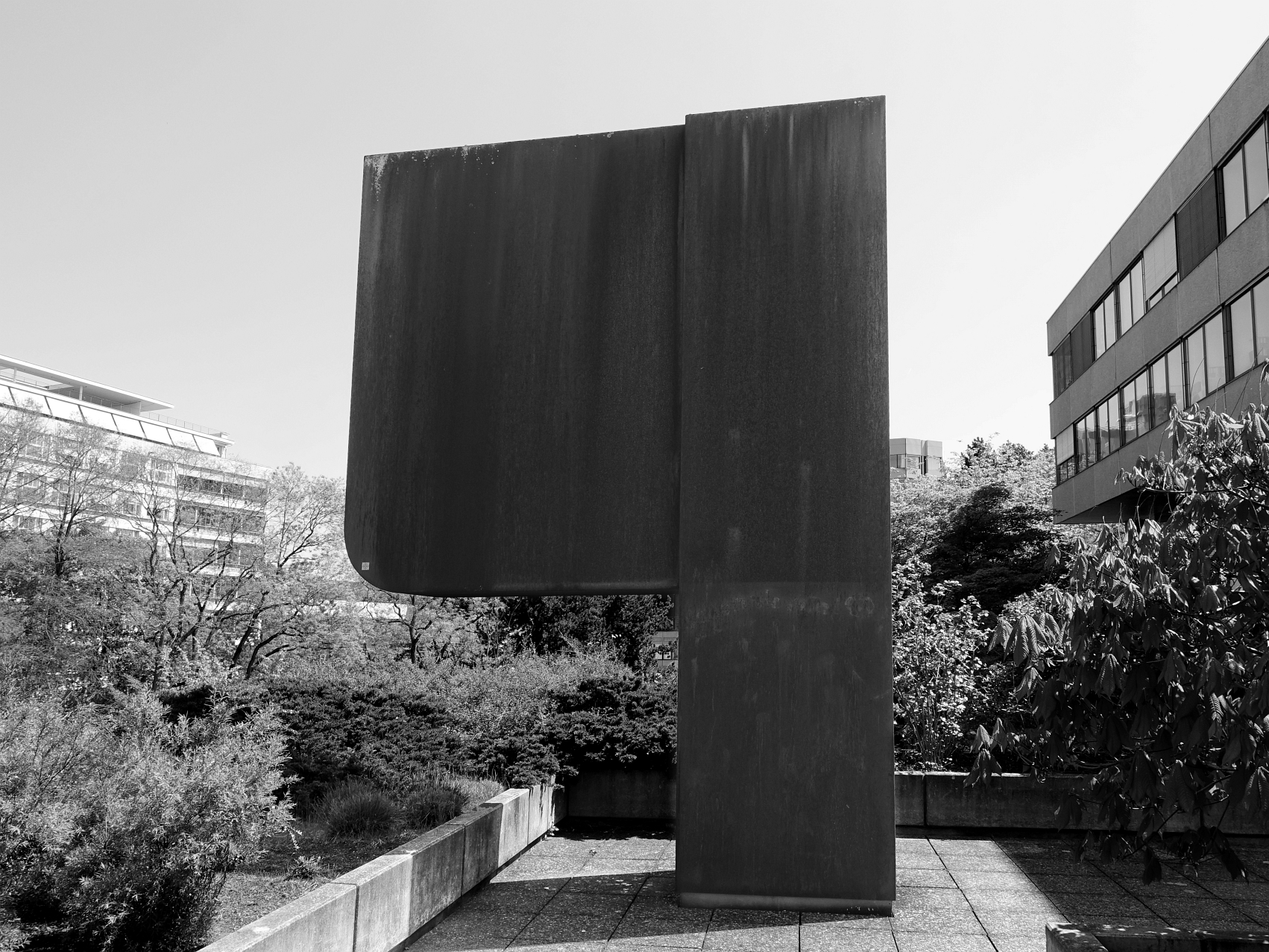
1979, ohne Titel. Universitätsspital Basel
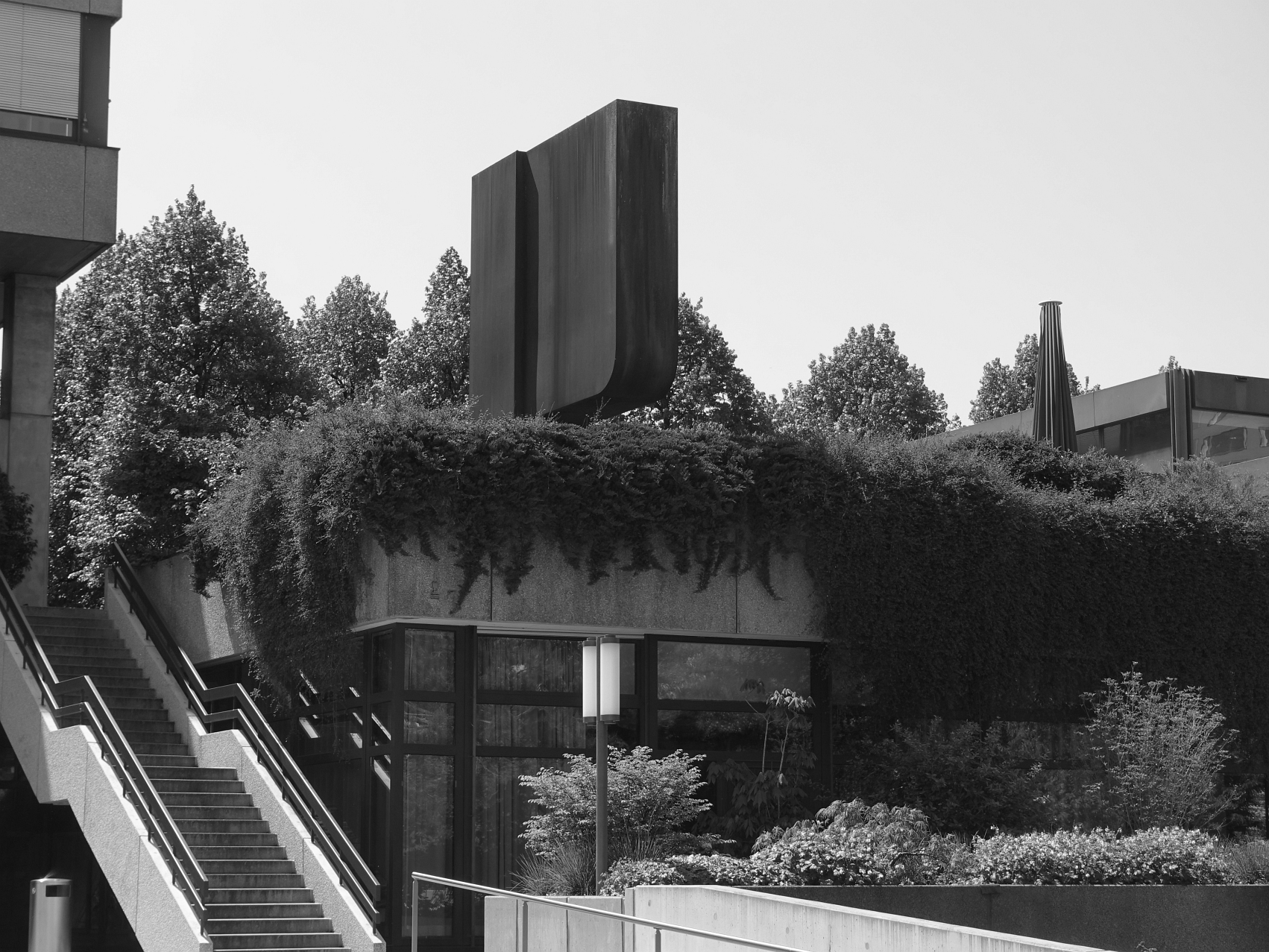
1979, ohne Titel.
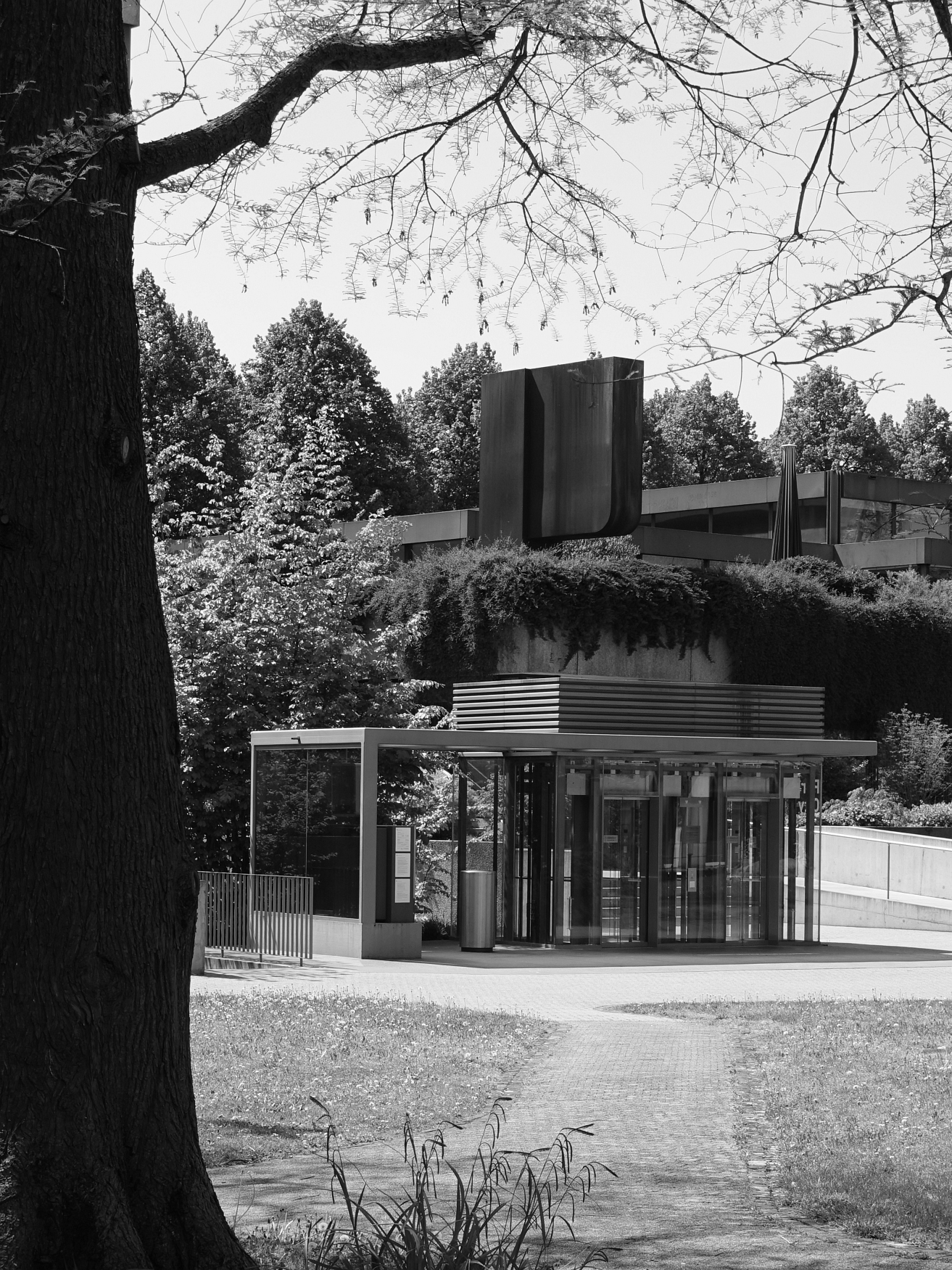
1979, ohne Titel.
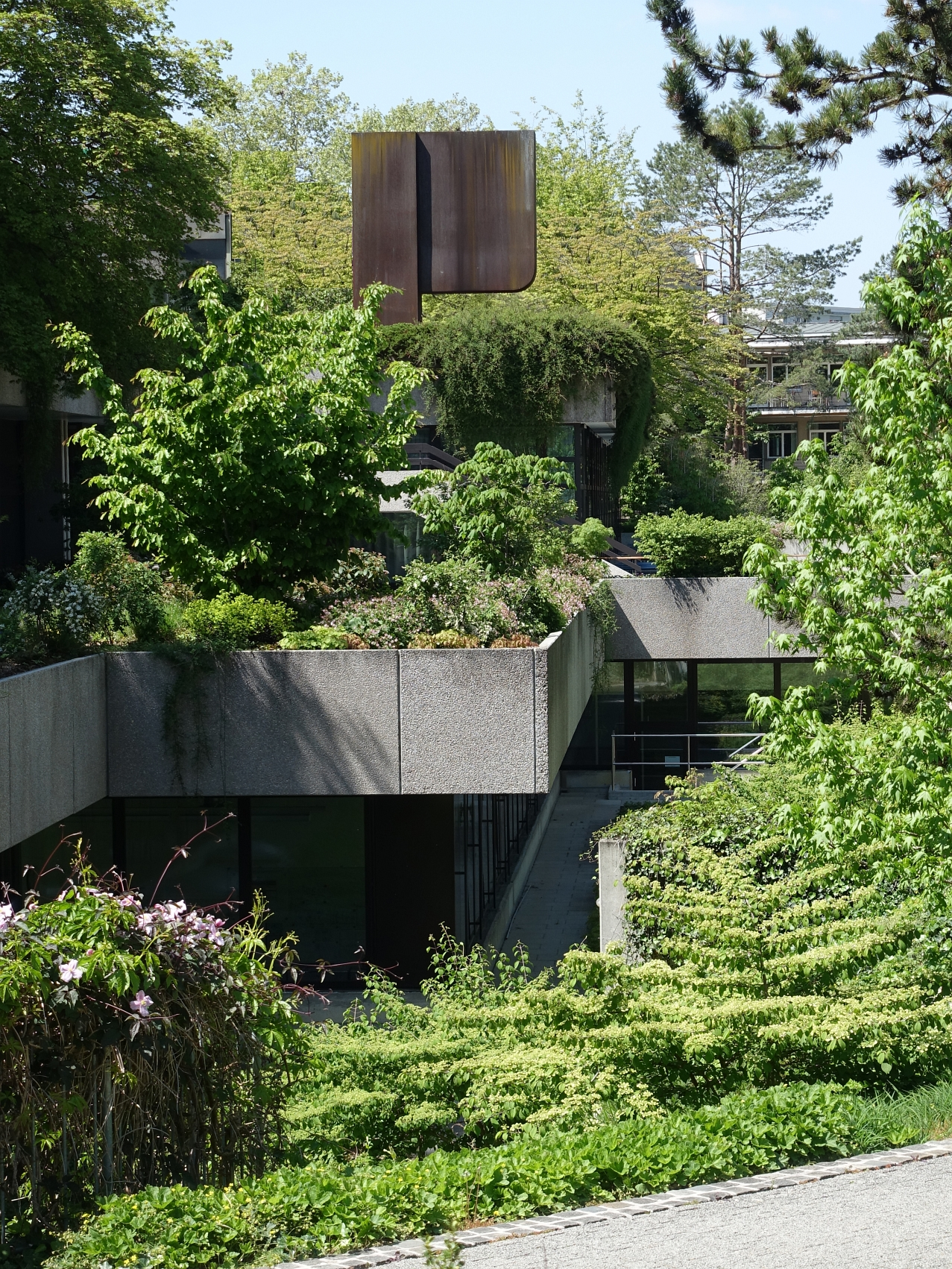
1979, ohne Titel.
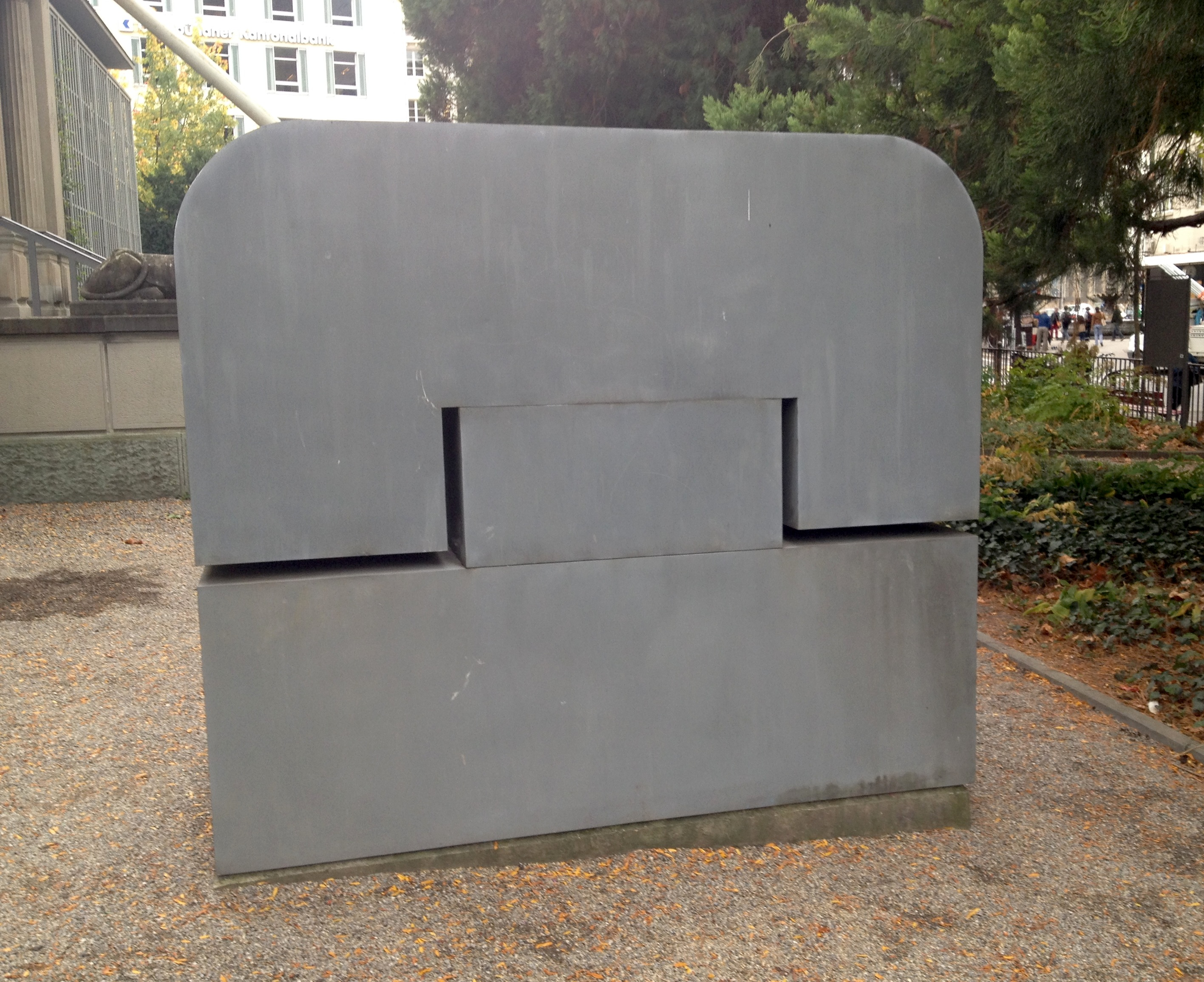
1981, Eisenplastik  Bündner Kunstmuseum, Chur
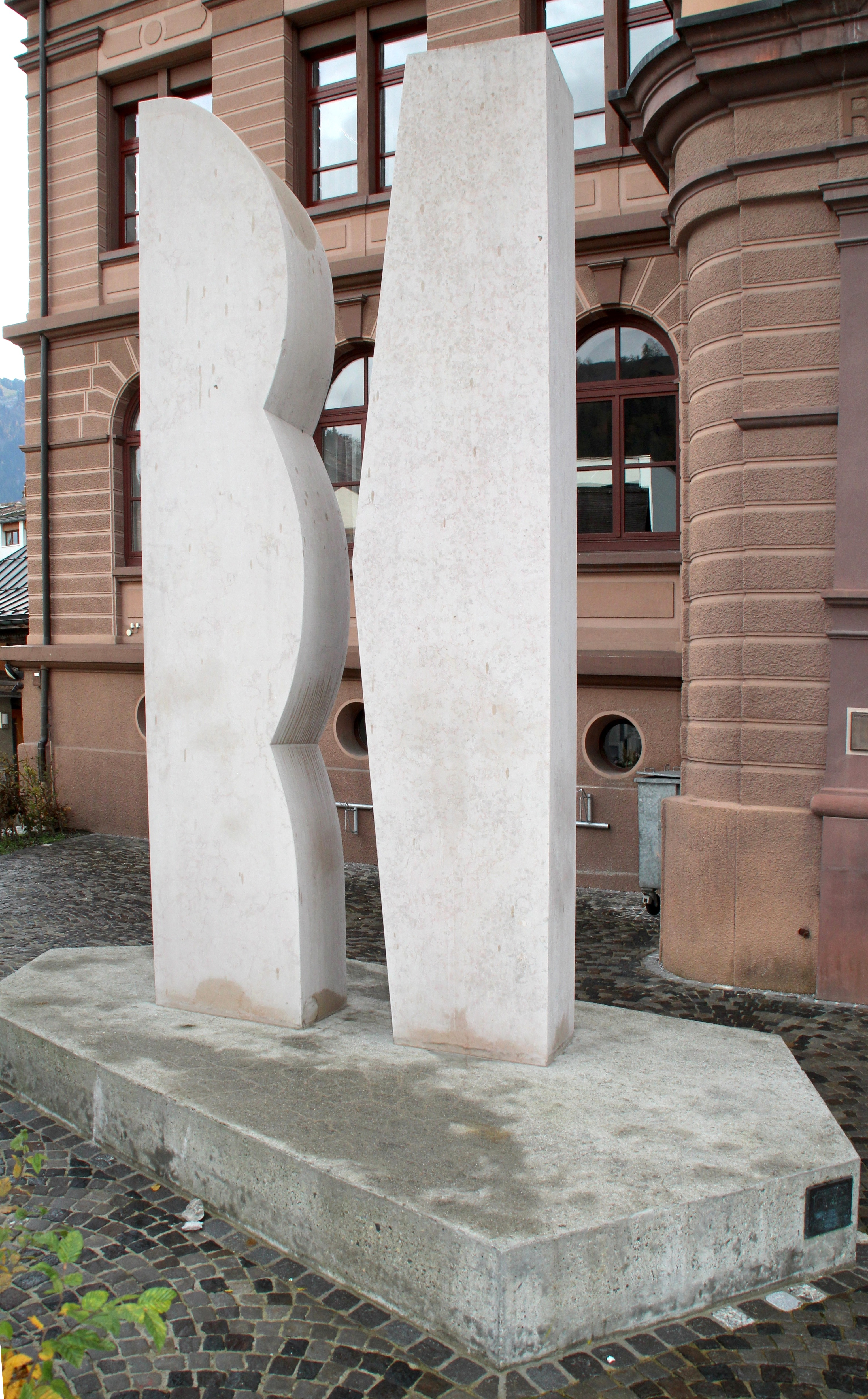
1986, Steinplastik in Ilanz